# ميرا بريكندريدج (فلم)
ميرا بريكندريدج (بالإنجليزية: Myra Breckinridge) هو فيلم كوميدي أمريكي تم إنتاجه في سنة 1970 وهو مبني على قصة غور فيدال الذي نشرت في سنة 1968، الفيلم من إخراج مايك سارنه وبطولة راكيل ولش وماي وست وجون هيوستن وفرح فاوست، الفيلم يتكلم عن شخصية ميرا بيكينريدج وحكايتها في هوليوود، الفيلم لم يحقق مبيعات عالية واعتبر من أسوء الأفلام في هوليوود.

## وصلات خارجية
- ميرا بريكندريدج على موقع IMDb (الإنجليزية)
- ميرا بريكندريدج على موقع روتن توميتوز (الإنجليزية)
- ميرا بريكندريدج على موقع نتفليكس (الإنجليزية)
- ميرا بريكندريدج على موقع ألو سيني (الفرنسية)
- ميرا بريكندريدج على موقع Turner Classic Movies (الإنجليزية)
- ميرا بريكندريدج على موقع أول موفي (الإنجليزية)
- ميرا بريكندريدج على موقع فيلمافينيتي (الإسبانية)
- ميرا بريكندريدج على موقع قاعدة بيانات الأفلام السويدية (السويدية)
- ميرا بريكندريدج على موقع قاعدة بيانات الفيلم (الإنجليزية)
- ميرا بريكندريدج على موقع ليتربوكسد (الإنجليزية)
- ميرا بريكنريدج على قاعدة بيانات الأفلام على الإنترنت
- ميرا بريكندريدج على موقع أول موف
- ميرا بريكندريدج على موقع الطماطم الفاسدة